# Frauenzimmern
Frauenzimmern ist ein Dorf im Landkreis Heilbronn im nördlichen Baden-Württemberg, das seit 1971 zu Güglingen gehört.

## Geographie
Frauenzimmern liegt am linken Ufer der Zaber, etwa zwei Kilometer östlich von Güglingen.

## Geschichte
In der Römerzeit befand sich auf der Gemarkung von Frauenzimmern in der Flur Steinäcker eine Villa rustica, die 1830/40 erstmals ergraben und 1991/92 umfassend dokumentiert wurde. Bei den Grabungen traten auch Siedlungsfunde aus der Zeit der Bandkeramiker und aus der La-Tène-Zeit zu Tage.
Die früheste Erwähnung Frauenzimmerns ist nicht unzweifelhaft zu bestimmen. Im Lorscher Codex sind mehrere Schenkungen in Cimbren oder Zimmern festgehalten: Am 19. Dezember 794 schenkten die Brüder Dragebodo und Liutfried ihren Besitz in Cimbren an das Kloster Lorsch. Im Jahr 805 schenkten Wolfmunt und seine Frau Waldrat dem Kloster unter anderem eine Knechtshube in Zimmern. 825 schenkte ein Snelfolc dem Kloster unter anderem eine Hofreite und 30 Morgen Land in Zimmern. Die beiden Schenkungen von 794 und 805 bezeichnen einen mit Meimsheim verbundenen Ort im Zabergäu, die Schenkung von 825 spricht von einem Ort im Gartachgau. Aufgrund der wechselnden Gau-Bezeichnung und der Verbindung zu Meimsheim kann nicht eindeutig unterschieden werden, ob es sich bei dem genannten Ort um Frauenzimmern oder das in der Nähe liegende Dürrenzimmern handelt. Eine weitere Schenkungsurkunde aus der Zeit um 823 nennt unter anderem drei Huben in Zimbra im Zabergäu, die ein Adalbold dem Stift Neuhausen bei Worms vermacht hat. Aufgrund der durch weitere Urkunden belegten engen Bindung von Zimmern an das Kloster Lorsch sowie der in Zimmern und in Neuhausen praktizierten Cyriaksverehrung wird geschlossen, dass sich alle vier vorgenannten Urkunden trotz einiger Unsicherheiten auf Frauenzimmern beziehen. Auch die weiteren Urkunden bis zum hohen Mittelalter lassen sich nicht mit letzter Sicherheit einem der beiden Orte, Frauenzimmern oder Dürrenzimmern, zuschreiben.
Um das Jahr 800 bestand in Frauenzimmern gemäß architektonischer Befunde bereits eine steinerne Kirche, der Vorgängerbau der heutigen Martinskirche. Außerdem gab es im Mittelalter noch eine Kapelle bei der Kirche, die sich gemäß einer Urkunde von 1182 damals bereits fünf Generationen (also seit etwa 1050) im Besitz der Herren von Magenheim befunden haben soll. Diese dem heiligen Cyriakus geweihte Kapelle bildete die Keimzelle für ein möglicherweise bereits im 12. Jahrhundert bestehendes Kanonikerstift und für das um die Mitte des 13. Jahrhunderts durch die Ansiedlungen von Nonnen des Böckinger Klosters Mariental gegründete Zisterzienserinnenkloster, das bis 1442 am Ort bestand, wovon der Ort um 1360 auch seinen heutigen Namen Frauenzimmern erhielt.
Der Ort gehörte im 13. Jahrhundert den Herren von Magenheim und kam im 14. Jahrhundert an Württemberg. Besitz am Ort hatten zeitweise außerdem das Kloster Backnang, das Kloster Bebenhausen und der Deutsche Orden. Frauenzimmern zählte zum württembergischen Amt Güglingen, das im Ehevertrag von Eberhard dem Milden mit Antonia Visconti aus dem Jahr 1380 erstmals urkundlich beschrieben wurde.
Nachdem das Kloster in Frauenzimmern vom Konvent in Odenheim 1442 die Propstei Kirbach erworben hatte, zogen die Zisterzienserinnen ins Kirbachtal. Das klösterliche Hofgut gelangte daraufhin ebenfalls an Württemberg. Das Hofgut wurde von einem Meier verwaltet. Besondere Bedeutung für die Gestaltung des Ortes hatte der Hofmeier Jörg Enzberger, der unter anderem sowohl das so genannte Erkerhaus als auch den Enzberger Hof erbauen ließ und dessen Epitaph sich bis heute in Frauenzimmern erhalten hat.

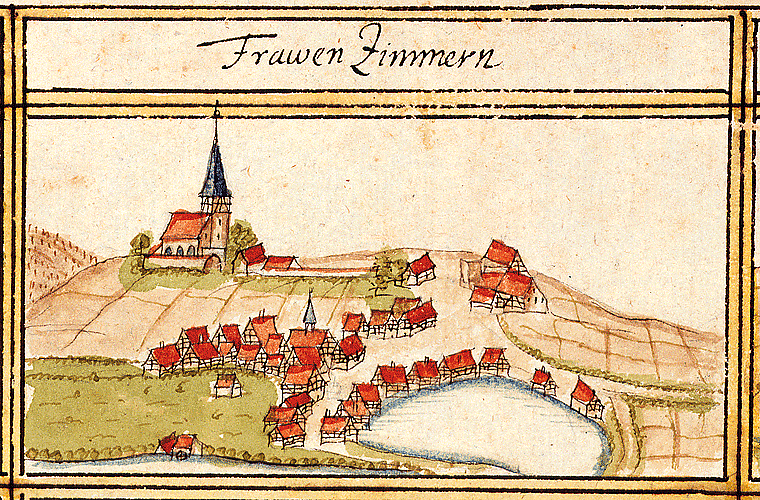
Frauenzimmern im Forstlagerbuch von Andreas Kieser (1684)

Im Dreißigjährigen Krieg hatte der Ort – wie das gesamte Zabergäu – sehr zu leiden. Die Kirchenbücher weisen für die letzten Kriegsjahre und auch für die Jahre unmittelbar nach dem Westfälischen Frieden von 1648 kaum oder keine Geburten, Eheschließungen oder Sterbefälle aus, so dass Frauenzimmern eventuell zeitweilig vollkommen entvölkert war, weil sich die Bevölkerung vor allem nach Güglingen geflüchtet hatte. Auch die Einwirkungen des Pfälzischen Erbfolgekriegs ab 1689 führten dazu, dass der Ort weiter verwüstet wurde. 1697 wurden noch 16 Haushaltsvorstände (d. h. etwa 80 Einwohner) gezählt.
Im 18. Jahrhundert erlebte der Ort eine gewisse Blüte. Den in zwei aufeinander folgenden Generationen amtierenden Bürgermeistern Herdegen ist der Wiederaufbau des Ortes geschuldet. 1769 wurde die Kirche umfassend erneuert. Die ehemaligen Klostergüter wurden um 1770 an einheimische und neu angesiedelte Bauern verkauft. Zu jener Zeit wurden im Ort wieder 334 Einwohner gezählt. Bis in die Mitte des 19. Jahrhunderts verdoppelte sich diese Zahl nahezu: Im Jahr 1843 wurden 632 Einwohner gezählt.
Nach Auflösung des Oberamts Güglingen kam Frauenzimmern 1808 im Zuge der Umsetzung der neuen Verwaltungsgliederung im Königreich Württemberg zum Oberamt Brackenheim. Die Armut in der ländlichen Gemeinde führte während der Industrialisierung zu einer starken Ab- und Auswanderung aus dem Ort. Auch der 1896 erfolgte Anschluss an die Zabergäubahn konnte diese Entwicklung nicht aufhalten: Industrieansiedlung blieb aus, die Bevölkerung wanderte weiter ab. 1905 hatte Frauenzimmern nur noch 477 Einwohner, bis in die 1920er Jahre sank die Einwohnerzahl auf unter 400.
Bei der Auflösung des Oberamts Brackenheim kam Frauenzimmern 1938 zum Landkreis Heilbronn. 1933 wurden 384 Einwohner gezählt, 1939 waren es 401. In den letzten Kriegstagen des Zweiten Weltkriegs war Frauenzimmern am 31. März 1945 Ziel von Tieffliegerangriffen, in den ersten Apriltagen wurde der Ort beim Vorrücken der Front auch durch französische Artillerie beschossen. Auf dem Rückzug befindliche deutsche Truppen sprengten am 6. April 1945 noch die Zaberbrücke, bevor der Ort durch französische Truppen besetzt wurde. Ende 1945 hatte Frauenzimmern 460 Einwohner. Der Anstieg der Einwohnerzahl zum Ende des Zweiten Weltkriegs erklärt sich durch die Aufnahme von Vertriebenen und Flüchtlingen. Insgesamt wurden bis 1950 knapp 100 Vertriebene und Flüchtlinge aufgenommen. 1955 hatte der Ort 499 Einwohner.
Ab den 1960er Jahren fand ein bedeutender Strukturwechsel am Ort statt. Die Neubaugebiete Hinter der Kirche und Im Gässle wurden ausgewiesen, die rückläufige Landwirtschaft wurde durch den Feldwegebau nochmals gefördert, gleichzeitig wurde ein Gewerbegebiet Im Kappelrain ausgewiesen, das 1970 nach Gründung des Zweckverbands Wirtschaftsförderung Zabergäu um ein gemeinsames Industriegebiet auf den Markungen von Frauenzimmern und Cleebronn erweitert wurde.
Zum 1. Juli 1971 wurde der Ort nach Güglingen eingemeindet. Daraufhin fand die rund zehn Jahre dauernde Flurbereinigung von rund 315 Hektar landwirtschaftlicher Nutzflächen um Frauenzimmern statt.

## Wappen
Die Blasonierung des ehemaligen Gemeindewappens von Frauenzimmern lautet: In Blau eine silberne Zimmermannsaxt.

## Sehenswürdigkeiten

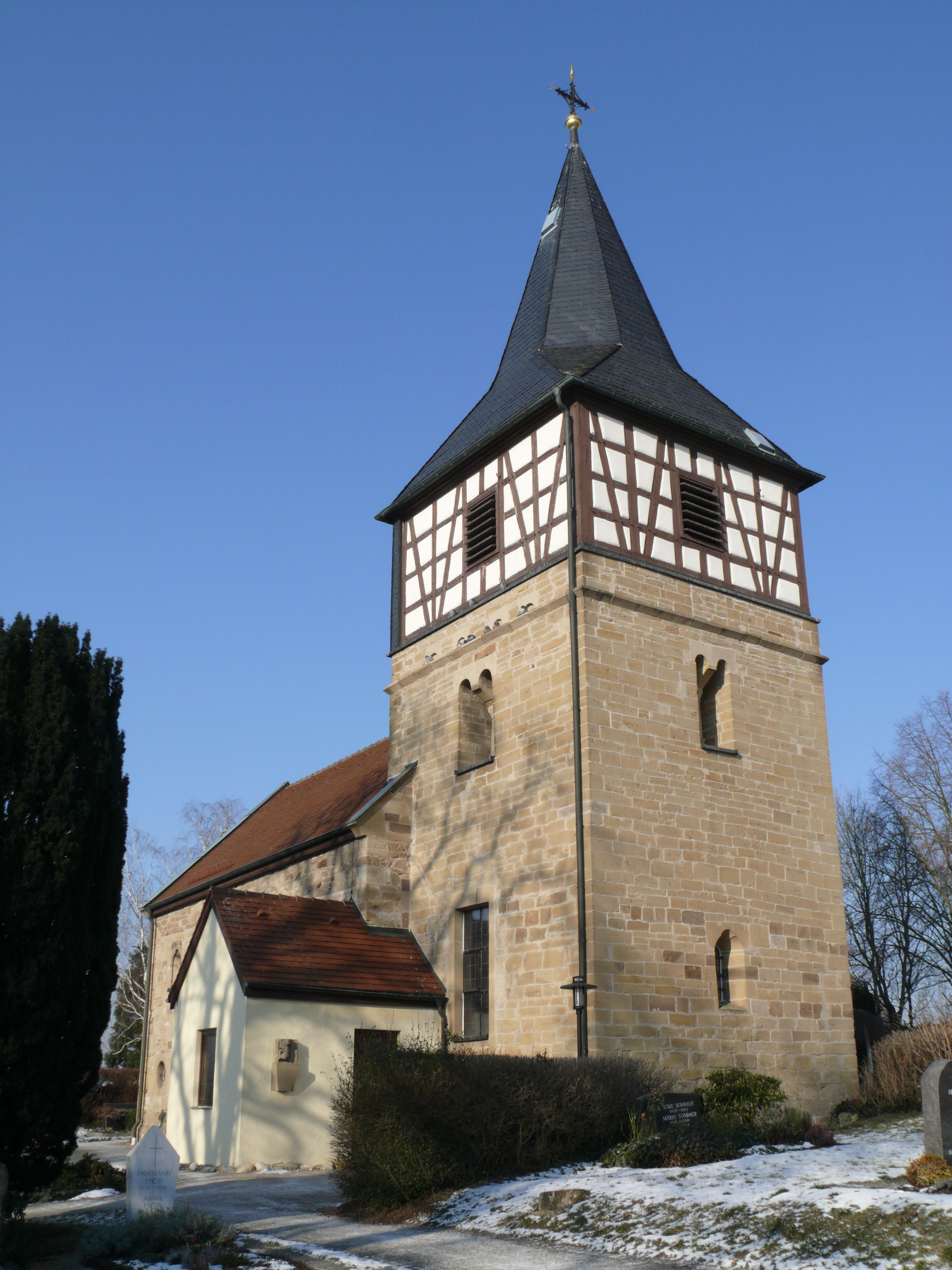
Martinskirche

Die Martinskirche in Frauenzimmern geht auf die ursprüngliche Kirche des Ortes zurück. Nachdem anfangs eine Holzkirche bestanden hatte, wurde wohl schon im 9. Jahrhundert ein erster steinerner Bau errichtet, dem vor der heutigen Kirche noch ein zweiter Steinbau folgte. In ihrer heutigen Form entstand die Kirche als dritter Steinbau in der zweiten Hälfte des 13. Jahrhunderts. Laut einer Bauinschrift wurde die Kirche bereits 1309 renoviert. Bis in die Gegenwart schlossen sich zahlreiche Umbauten und Renovierungen an. Bedeutende Renovierungen fanden 1769, 1865, 1911 und 1971 statt.
Im Ort befinden sich außerdem drei Gebäude des herzoglich württembergischen Hofmeiers Jörg Enzberger aus dem späten 16. Jahrhundert: eine Fachwerkscheune von 1573, das Erkerhaus von 1588, das seinen Erker jedoch erst 1740 erhielt, und das Storchennest (Enzberger Hof) von 1595. Enzbergers Epitaph von 1606 befindet sich an der Martinskirche.
Das Gasthaus Zum Ochsen war lange Zeit der gesellschaftliche Mittelpunkt des Ortes. Der 1927 errichtete Saalbau des Gasthauses wurde über fünf Jahrzehnte als Versammlungs- und Veranstaltungsort der Gemeinde genutzt.

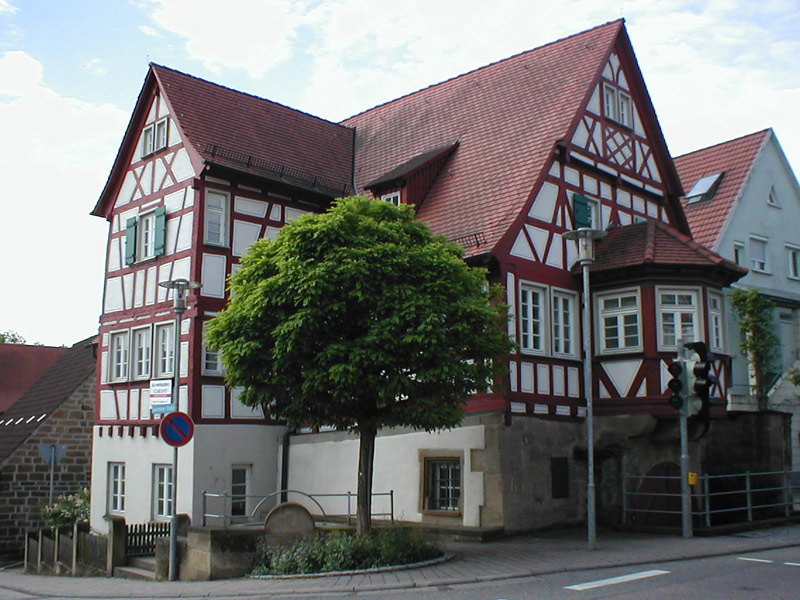
Erkerhaus
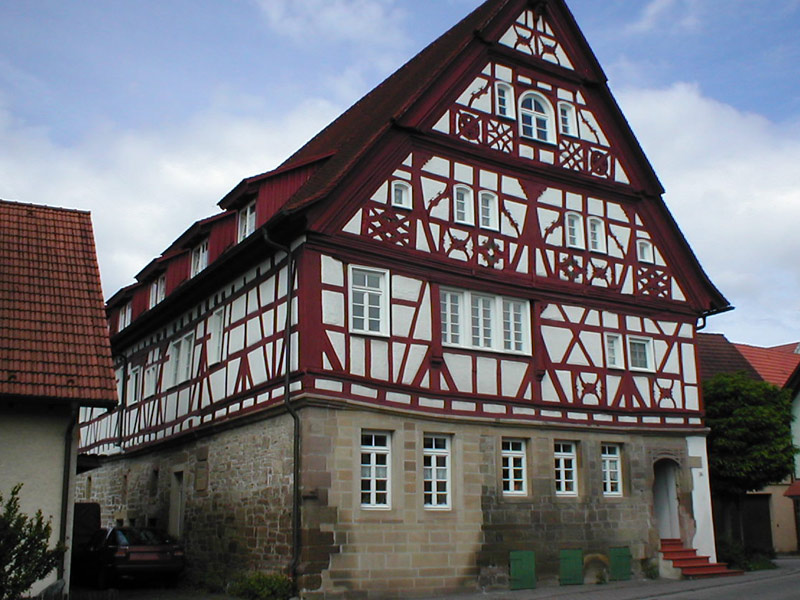
Storchennest
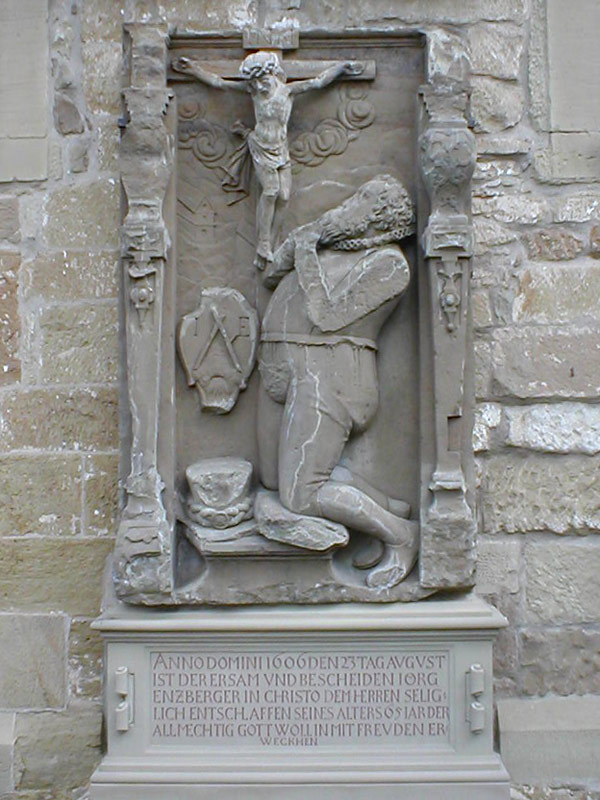
Epitaph Jörg Enzberger

## Verkehr
Die 1896 von Lauffen am Neckar bis Güglingen eröffnete Zabergäubahn (1901 bis Leonbronn verlängert) schloss Frauenzimmern über den Bahnhof Frauenzimmern-Cleebronn an das Eisenbahnnetz an. Die Königlich Württembergischen Staats-Eisenbahnen erbauten das Bahnhofsgebäude als Einheitsbahnhof vom Typ IIa. Die Strecke wurde 1986 im Personenverkehr und 1995 im Güterverkehr stillgelegt. Der Landkreis Heilbronn verfolgt seit den 1990er Jahren die Reaktivierung als Stadtbahnstrecke und damit an den Anschluss von Frauenzimmern an das Netz der Stadtbahn Heilbronn.

## Persönlichkeiten
- Carl von Burk (1827–1904), lutherischer Theologe und Prälat
- Karl Heim (1874–1958), evangelischer Theologe, geboren in Frauenzimmern
- Johanna Christiana Heyn (* 8. Juli 1748 in Frauenzimmern; † 17. Februar 1828 in Nürtingen), verw. Hölderlin, in zweiter Ehe verheiratete Go(c)k, war die Tochter des von 1743 bis 1753 in Frauenzimmern wirkenden Pfarrers Johann Andreas Heyn. Sie ist die Mutter des Dichters Friedrich Hölderlin.
- Pauline Klaiber-Gottschau (* 30. Oktober 1855 in Frauenzimmern; † 12. September 1944 in Stuttgart), Übersetzerin aus dem Schwedischen, Norwegischen, Dänischen und Englischen